# Chaiya Mitchai
Sema Somboon (tiếng Thái Lan: เสมา สมบูรณ์), được biết đến với nghệ danh Chaiya Mitchai (ไชยา มิตรชัย), sinh ngày 5 tháng 4 năm 1974 , là một ca sĩ, nhạc sĩ người Thái Lan

## Danh sách đĩa nhạc
- Gam-praa aa-won (กำพร้าอาวรณ์)
- Rim grai-raat (ริมไกรราศ)
- Suay tee sut (สวยที่สุด)
- Gra-tom saao mern (กระท่อมสาวเมิน)
- Tay pee chaai-klong (เทพีชายคลอง)
- Gra-tong long taang (กระทงหลงทาง)
- Look tòok leum (ลูกถูกลืม)
- Mai tham ma da (ไม่ธรรมดา)